# Au déjeuner
Au déjeuner ou Au dîner ou Au petit-déjeuner (en russe : За завтраком ou russe : За обедом) est un tableau de la peintre russe Zinaïda Serebriakova (1884—1967), réalisé en 1914. Il fait partie des collections de la Galerie Tretiakov (inventaire no 27609). Ses dimensions sont de 88,5 × 107 cm. Il représente les enfants de l'artiste quand ils avaient huit ans pour Jenia, sept ans pour Choura et près de trois ans pour Tania (Tata),. On trouve aussi dans la littérature le titre : Petit déjeuner des enfants.
Le tableau Au déjeuner a été peint à la fin de l'année 1914. Dans les années 1940, la toile faisait partie de la collection de la célèbre chanteuse Lidia Rouslanova. En 1949, Rouslanova a été arrêtée et les peintures de sa collection ont été transférées à la Galerie Tretiakov. En 1953, quand Ruslanova est libérée et réhabilitée juridiquement, ses tableaux lui sont rendus. En 1955, la galerie Tretiakov achète la toile Au déjeuner.
La critique d'art Valentina Kniazeva (1926-2004) écrit que ce tableau Au déjeuner « porte en soi la poésie de tous les jours et de la terre », et fait remarquer, que la compréhension subtile des caractéristiques des enfants donnait à Serebriakova la capacité de présenter le caractère individuel de chacun de ceux-ci. L'historienne d'art Alla Roussakova (1923-2013) qualifie le tableau d'« une des œuvres les plus intimes, sincères et charmantes de l'artiste » et poursuit en écrivant que ce portrait d'enfants reste un « exemple classique de scène pittoresque mais aussi humaine mélangée de sentiments maternels ».

## Histoire
Les portraits d'enfants ont occupé une place importante dans l'œuvre de Zinaïda Serebraikova, née Lanceray. Au début de ses activités artistiques elle a souvent représenté des enfants paysans. En 1905, elle épouse son cousin, Boris Serebriakov, qui, à cette époque, était encore étudiant, puis est devenu ingénieur des chemins de fer,. Quatre enfants sont nés de ce mariage : en 1906 le fils aîné Eugène Serebriakov, en 1907 Alexandre Serebriakoff, en 1912 Tatiana Serebriakova, et en 1913 Catherine Serebriakoff. Dès qu'elle a eu des enfants Zinaïda en a fait des modèles permanents. L'une de ses études, représente un groupe de portraits d'enfants, Au jardin d'enfant (papier, aquarelle, tempera, 46,4 × 55,8 cm, aujourd'hui à la Galerie Tretiakov, réalisée en 1913. Cette étude représente une scène familière dans la chambre des enfants : la nounou s'occupe de la petite Tatiana (Tana) et les garçons Alexandre (Choura) et Eugène (Jena) se passionnent pour un jeu.

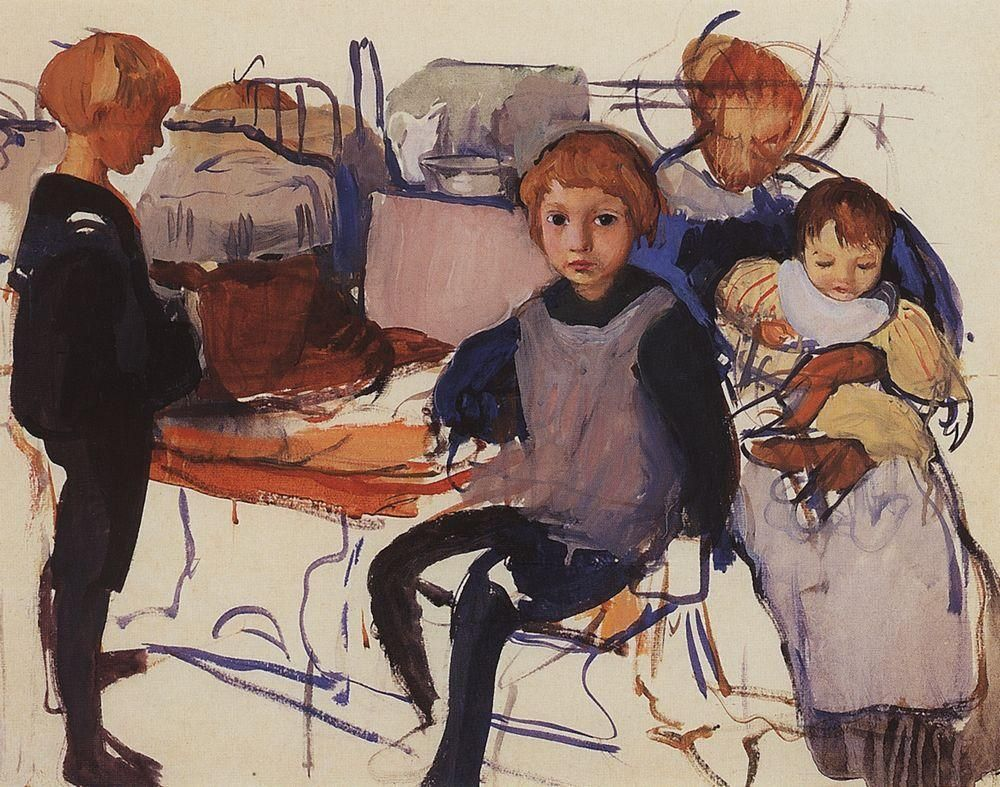
Dans l'enfance (papier, aquarelle, tempera, 1913, Galerie Tretiakov)

En mai et en juin 1914, Zinaïda Serebriakova se rend dans le nord de l'Italie, en Allemagne et en Suisse. Elle revient également à la propriété familiale à Neskoutchne, dans le Nord de l'Ukraine, de juillet à septembre, et travaille à des études sur La Moisson (tableau de Serebriakova) et sur les premières variantes de cette toile, qu'elle détruit ensuite presque complètement, n'en laissant que de fragments. Les mois d'hiver, elle les passe habituellement à Saint-Pétersbourg (en août 1914, au début de la Première Guerre mondiale la ville est rebaptisée Petrograd). À la fin de l'année 1914, elle peint ce portait du groupe de ses propres enfants Au Dîner qui sera connu plus tard sous le nom Au Déjeuner.
Dans les années 1940, le tableau Au déjeuner a fait partie de la collection privée de la chanteuse Lidia Rouslanova. Après l'arrestation de cette dernière en 1949, le tableau entra dans la collection de la Galerie Tretiakov. En 1953, après sa réhabilitation et sa libération, on lui rendit son tableau et celui-ci est acheté en 1955 par la même Galerie Tretiakov. L'histoire de ce tableau a fait l'objet d'un article de la conservatrice en chef de la Galerie, Lidia Romachkova, et publiée en 1998 dans la Komsomolskaïa Pravda. Selon cet article, au début des hommes du NKVD sont venus à la Galerie et ont apporté une dizaine de tableaux, sans expliquer qui en était propriétaire et comment ils pouvaient être tombés entre leurs mains. Comme c'étaient des toiles qui provenaient de la collection de Lidia Rouslanova les employés de la galerie ont deviné beaucoup plus tard ce qui s'était passé. Puis, en 1953, les mêmes organes ont tout à coup annoncé que Rouslanova avait été réhabilitée et que tous les tableaux confisqués devaient retourner à sa famille et être retirés du catalogue du musée. Selon les souvenirs de Romachkova, Rouslanova elle-même a accepté officiellement de transmettre une partie de sa collection à la Galerie Tretiakov. On trouvait parmi celle-ci des tableaux tels que Guerrier du XVIIe siècle d'Ilia Répine, Portrait d'une inconnue en robe blanche de Fedor Rokotov, Portrait d'un officier inconnu de Pavel Fedotov et Au Déjeuner de Zinaïda Serbriakova.
La toile Au déjeuner a été exposée à plusieurs expositions, au nombre desquelles on compte en 1975 : Portrait dans la peinture russe de la fin du XIX, début du XX(Musée russe, Leningrad), l'exposition de la peinture russe de 1890—1917 qui s'est tenue en 1976—1977 à Francfort-sur-le-Main, l'exposition des artistes de l'association Mir iskousstva qui s'est tenue en 1981—1982 à Naples et Turin,, l'exposition de 1992 Les enfants dans les mythes de la vie (Musée des Beaux-Arts Pouchkine, Moscou), et encore l'exposition de 2002 L'art au genre féminin. Femmes-artistes de la Russie du XV au XX s. (Galerie Tretiakov),. Le tableau a également participé à des expositions personnelles de Serebriakova qui ont été organisées en 1965-1966 à Moscou, Kiev et Leningrad et encore en 1987 à Moscou,. Une exposition rétrospective des œuvres de Serebriakova s'est tenue en avril-juillet 2017 au Corpus des ingénieurs de la galerie Tretiakov.
Tous les enfants de l'artiste ont consacré leur existence à l'art. Eugène Serebriakov (1906—1990) était diplômé du VXOUTEIN (ru), et travailla comme architecte et restaurateur. Alexandre Serebriakoff (1907—1995) est devenu artiste-peintre et travailla en France, réalisa des aquarelles et des paysages, illustra des livres. Tatiana Serebriakova (1912—1989) termina les cours de l'Académie de ballet Vaganova, travailla comme artiste de théâtre. Enfin, Catherine Serebriakoff, qui n'est pas représentée sur le tableau ci-dessus et qui est la cadette (1913—2014) devint également artiste et vécut en France où elle est devenue fondatrice et présidente d'honneur du Fond Zinaïda Serebriakova,.

## Description
Le tableau représente les enfants de l'artiste : Jenia, qui a huit ans, est assis à l'extrême bord de la table et rêve devant un verre d'eau, Choura qui a sept ans se tourne vers le spectateur, et la petite Tania, qui aura bientôt trois ans, pose la main sur son assiette,. Le caractère de chaque enfant est montré avec une subtile compréhension de la psychologie enfantine : le caractère rêveur de Jenia, le caractère sociable de Choura, la rapidité de réaction de Taniа qui a déjà mis la paume de sa main dans l'assiette vide en attendant la nourriture qui doit suivre. La table est recouverte d'une nappe blanche ; une soupière en porcelaine est posée sur la table dans laquelle une main de femme vient prendre de la soupe à la louche pour la verser dans les assiettes (selon la description qu'en a donné Serebriakova elle-même, le tableau présente des enfants avec la main d'une grand-mère versant la soupe).
Toute la toile respire un sentiment de paix, de tranquillité, de pureté qui régnait dans la famille de l'artiste. L'atmosphère de chaleur et de tendresse est transmise par la composition du tableau qui réunit un groupe touchant d'enfant en un ensemble unique, et également par les coloris de tons paisibles. La combinaison des couleurs est réglée par un contraste de bleu (une partie du mur et les vêtements des enfants), différentes nuances de brun (suite du mur de la cuisine et les chaises), ainsi que du blanc (nappe et tablier de la fille). La disposition inhabituelle est donnée par la césure basse des murs ; c'est une composition impressionniste « spontanée », mais d'une spontanéité apparente, soulignant seulement la temporalité de l'action, le mouvement des corps des personnages et les axes de leur regard.

Portraits des trois enfants
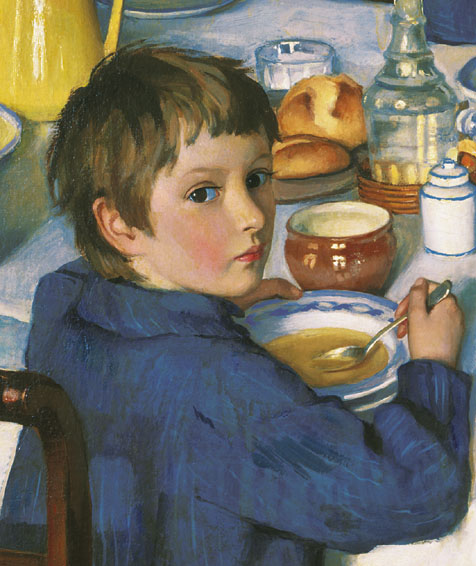
Choura.
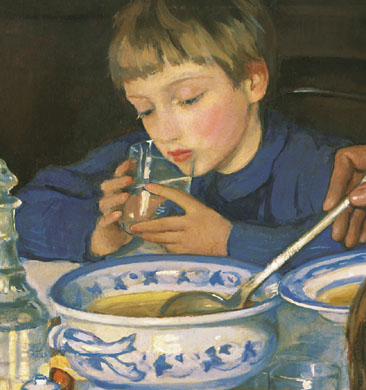
Jenia.
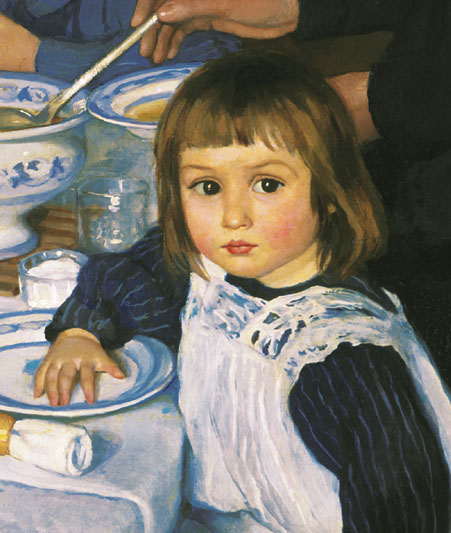
Tania.

## Appréciations
L'artiste et critique Alexandre Benois écrit en 1932 que « dans les portraits d'enfants et de femmes Serebriakova ne connaît pas de rivale ». Dans un livre publié en 1973, sur le travail de l'artiste, le critique d'art Alexeï Savinov fait observer que tout autant que dans le paysage, la maîtrise mature de l'artiste a affecté aussi le travail de Serebriakova en matière de portraits durant les années 1910, portraits parmi lesquels il faut compter le portrait bien connu de ses enfants Au déjeuner.
La critique d'art Ida Hoffmann a mis le tableau Au déjeuner à côté d'autres portraits d'enfants, comme La Jeune Fille à la porcelaine d'Alexandre Golovine et le Portrait de Vara Adoratskoï (ru) de Nikolaï Fechine. Dans un livre publié en 1978, Hoffmann a noté la décoration de ces tableaux, ainsi que des motifs similaires enfants et nature morte colorée sur la table, réalisés par des artistes de différentes manières. En particulier, dans la scène représentée par Serebriakova, la nature morte donne à l'image une spécificité et une immédiateté, « toutes les choses existent pour les enfants » , « ils les tiennent dans les mains et en mangent », dans la manipulation de ces objets « sont révélés les caractères des enfants, leurs caractères, les particularités de leur âge ».
Dans une monographie sur Serebriakova publiée en 1979, la critique d'art Valentina Kniazeva écrit que le groupe d'enfants réunis dans la peinture Au déjeuner, « n'est pas seulement un portrait mais une portrait-tableau ». Le choix du motif de genre a permis à Serebriakova « de montrer les enfants dans un état d'activité, d'identifier leurs différents comportements, d'éviter de les faire poser ». La compréhension subtile des caractéristiques de la psychologie des enfants a permis à l'artiste de présenter le caractère individuel de chaque enfant. Remarquant dans ce tableau une étude approfondie de nature morte encore plus que dans l'autoportrait Autoportrait à la table de toilette (1909), Kniazena écrit que dans la toile Au Déjeuner Serebriakova « cherche à sculpter par un modelage de formes l'ombre et la lumière pour transformer les nuances les plus fines de la lumière en un dessin clair » ; l'image porte en elle « la poésie du quotidien terrestre ».
La critique d'art Elena-Florence Vassiotinskaïa écrit à propos du tableau Au déjeuner, créé en 1914 par une artiste au talent étincelant, qu'il peut être considéré comme « l'apothéose de l'image de l'enfance heureuse » à une époque où commençait la fin non seulement de la période d'entre deux siècles pour les enfants russes, mais aussi celle d'un grand pays. ». Selon Vassiotinskaïa, cette toile représente « une image vivante d'une enfance heureuse réchauffée par l'amour parental », et « la transfiguration d'un coin de vie paisible et simple en un véritable bijou ». Ce qui a été grandement facilité par le caractère féminin clairement exprimé chez Serebriakova. La critique remarque encore « de beaux enfants dont les caractères sont représentés avec précision, la vaisselle amoureusement décrite et parmi laquelle on reconnaît chaque élément, dont certains sont encore aujourd'hui dans nos maisons ».
Goulnaz Amirova, autre critique artistique, observe que dans les portraits d'enfants de Serebriakova, parmi lesquels Au Déjeuner, on retrouve clairement des échos de la tradition picturale d'Alexeï Venetsianov et de ses disciples dans lesquels « un intérieur confortable et une nature morte font partie intégrante de l'image ».
Les éléments de nature morte du tableau participent à l'impression de sérénité.
Selon le critique d'art Pavel Pavlinov, le groupe d'enfants de Au déjeuner, qui admirent les visiteurs qui les regardent à la Galerie Tretiakov, est le plus inhabituel des portraits réalisés par Serebriakova de 1914 à 1917.
Dans l'ouvrage sur la vie et l'œuvre de Serebriakova édité en 2008 dans la série Vie des gens remarquables, la critique d'art Alla Roussakova considère que le tableau Au déjeuner est « l'une des œuvres les plus intimes, spirituelle et charmante » de l'artiste. Cette toile n'est pas seulement, selon cette critique, un portrait de groupe bien exécuté, mais aussi une « image authentique » à la fois du point de vue de la composition picturale et de sa coloration, mais aussi par « l'incarnation étonnamment sincère et inconditionnelle de l'enfance ». Selon Roussakova, dans le domaine du portrait d'enfant, ce tableau reste « un modèle classique non seulement pittoresque, mais aussi de perception du monde maternel et humain », et il a ouvert « toute une direction dans le travail intérieur de Serebriakova ».